# Saint-Claude, Jura
Saint-Claude là một xã trong vùng hành chính Franche-Comté, thuộc tỉnh Jura, quận Saint-Claude, tổng Saint-Claude. Tọa độ địa lý của xã là 46° 23' vĩ độ bắc, 05° 51' kinh độ đông. Saint-Claude nằm trên độ cao trung bình là 420 mét trên mực nước biển, có điểm thấp nhất là 360 mét và điểm cao nhất là 1225 mét. Xã có diện tích 70.19 km², dân số vào thời điểm 1999 là 12'303 người; mật độ dân số là 175 người/km².

## Thông tin nhân khẩu
| 1962   | 1968   | 1975   | 1982   | 1990   | 1999   |
| ------ | ------ | ------ | ------ | ------ | ------ |
| 12 689 | 12 950 | 13 511 | 12 715 | 12 704 | 12 303 |

## Địa điểm tham quan
Nhà thờ Đức Bà được xây dựng nhiều bước trong thời gian từ thế kỉ thứ 14 đến đầu thế kỉ thứ 18.

## Sources
- Catholic Encyclopedia: Saint-Claude
- INSEE (tiếng Anh)
- IGN Lưu trữ ngày 16 tháng 8 năm 2008 tại Wayback Machine (tiếng Anh)